# Ursula Dethleffs
Ursula Dethleffs (* 6. Juli 1933 in Ottersweier; † 7. Mai 1994 in Isny im Allgäu) war eine deutsche Künstlerin, insbesondere Malerin und Graphikerin.

## Leben
Sie wurde als Tochter des Wohnwagenfabrikanten Arist Dethleffs und seiner Frau, der Malerin Fridel Dethleffs-Edelmann in Ottersweier bei Bühl geboren. Arist Dethleffs hatte als Pionier den ersten Wohnwagen in Deutschland gebaut (Unternehmen Dethleffs). Ihre Mutter Fridel Dethleffs-Edelmann war als eine der anerkannten Künstlerinnen der Neuen Sachlichkeit bekannt geworden – ihr Selbstporträt wurde in vielen kunstgeschichtlichen Werken publiziert. Ursula Dethleffs war evangelisch und lebte und arbeitete bis zu ihrem Tode 1994 in Isny.

## Werk
1943 entstanden die ersten Hinterglasbilder der Autodidaktin Ursula Dethleffs; zwei Jahre später ihre ersten Bildteppiche, Keramiken und Holzschnitte. Sie arbeitete am Chorfenster der Nikolaikirche und an zwei Glasbetonfenstern der Friedhofshalle von Isny. 1946 Federzeichnungen, Linolschnitte; erste Ausstellungen in Ehingen, Reutlingen, Karlsruhe, Ravensburg und Konstanz. 1950 gewann sie den Kunstpreis der Jugend Saulgau und nahm an der Ausstellung der Neuen Gruppe im Haus der Kunst in München teil (auch 1952). 1950–52 war sie Schülerin von Richard Ott in München. Ebenfalls 1952 begannen umfangreiche Ausstellungsaktivitäten in Frankreich, Italien, Holland, Belgien, CSSR, Griechenland, Türkei, Ägypten, Sudan, Kanada, USA und der DDR (1955 und 1960 in der Galerie Henning, Halle/Saale). Reisen nach Italien, Spanien, Russland und in die Dritte Welt. Im Jahr 1956 erhielt sie den Oberschwäbischen Kunstpreis der Jugend und 1968 des Kunstpreis der Stadt Kempten.